# Norcino

Un norcino al lavoro.

Il termine norcino indica colui che macella il maiale e si occupa di lavorarne le carni, ma può riferirsi anche al gestore della norcineria, ovvero la bottega dove si preparano e si vendono tutti i prodotti derivati dalla lavorazione delle carni di maiale.
In alcune zone è ancora viva la tradizione, autorizzata dalle autorità sanitarie, di chiamare il norcino perché macelli il maiale tra le mura domestiche. Il costume, presso le case e fattorie di contadini, di allevare comunque almeno un maiale, anche se questa attività zootecnica non faceva parte delle attività agricole della famiglia, molto diffusa in passato, fece sì che il norcino fosse un ambulante che veniva "ingaggiato" nel periodo in cui tradizionalmente si uccideva il maiale, cioè tra il giorno di sant'Andrea (30 novembre) e quello di sant'Antonio Abate (17 gennaio).

## Origini

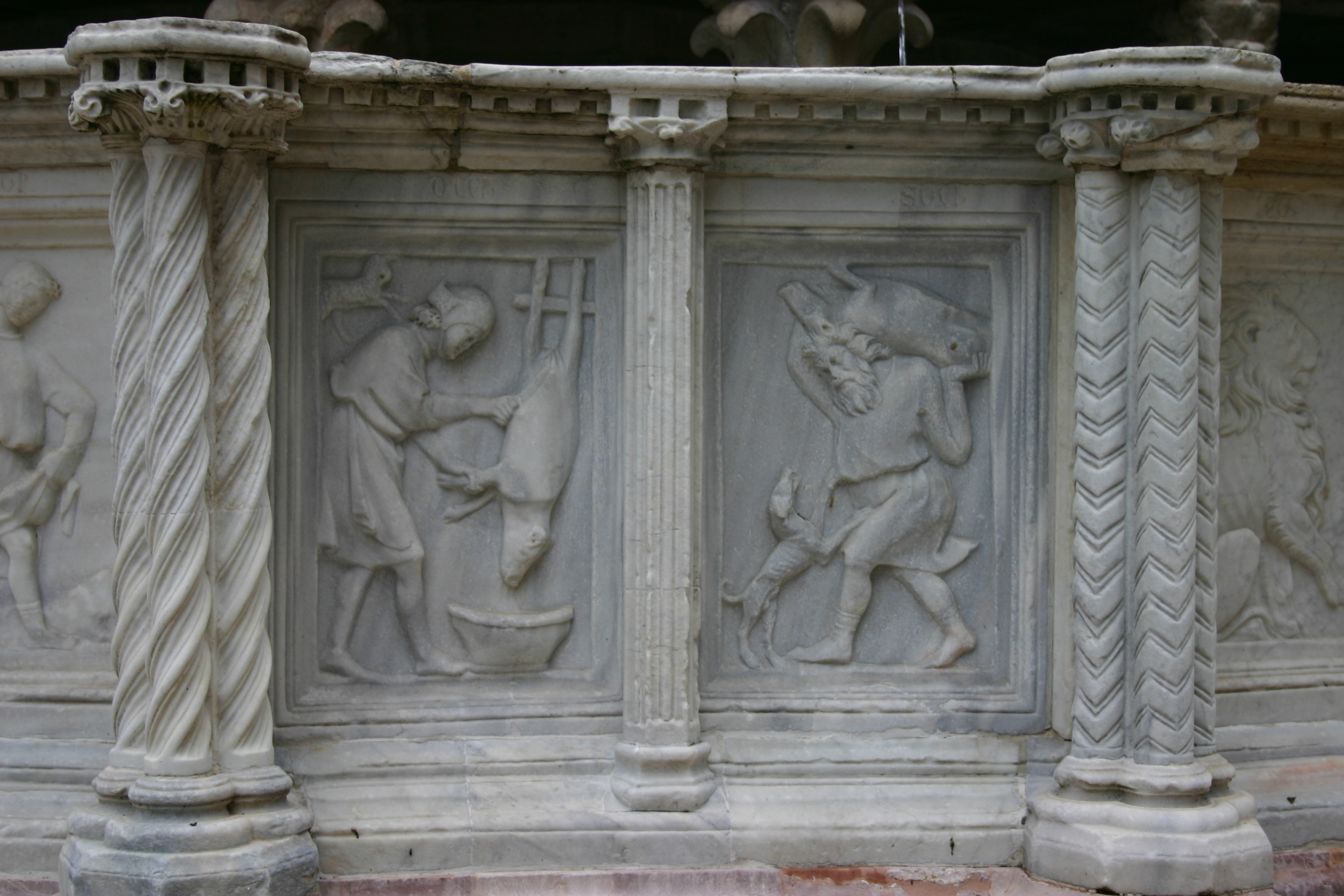
Perugia, Fontana Maggiore: dicembre era il mese tradizionale per l'uccisione del maiale.

Grembiule del norcino (scosäl dal masén - anni 1950)

I norcini conosciuti nell'antica Roma come esperti nell'arte di castrare i porci e lavorarne le carni avevano una notevole abilità manuale che li rendeva idonei anche a piccoli interventi quali incidere ascessi o cavare denti o steccare qualche frattura. 
Nel Medioevo, da Norcia e dai paesi e frazioni vicine come Abeto e Todiano, i "norcini" erano gli addetti alla macellazione e all'insaccamento della carne di maiale, che si spostavano stagionalmente in varie località dell'Italia centrale per smerciare gli insaccati e scannare i suini nelle città e nelle campagne. Vista la loro dimestichezza coi coltelli, non era infrequente che il popolo minuto si rivolgesse a essi per semplici operazioni di chirurgia, al posto del più costoso cerusico. Si poteva trattare dell'asportazione di tumori o interventi per ernia e per cataratta, e furono anche molto richiesti per la castrazione dei bambini che dovevano essere avviati alla carriera lirica o teatrale come "voci bianche", ma naturalmente ciò non poté evitare la scarsa considerazione di cui godettero in campo medico.
Fino ai primi del Novecento era tipico a Norcia la domenica il reclutamento dei nuovi norcini (tipica la frase sentimpò), introdotti alla professione dopo un periodo di apprendistato presso altre norcinerie. 
La famiglia più importante di norcini a Roma è stata quella degli Alibrandi, dalla quale provennero i titolari dei più famosi negozi di macelleria suina di Roma.

## Teatro
La maschera del Norcino ha avuto una parte significativa nella Commedia dell'arte italiana, al pari di altre maschere più conosciute come Pulcinella, Arlecchino, ecc. 
Viene citata anche in opere recenti quali:
- Il Norcino in scena. Da macellatore di suini a castratore di fanciulli. Da cavadenti a chirurgo. Da ciarlatano a maschera teatrale.[4]
- Mos Maiorum, il costume degli avi in Valnerina attraverso l'analisi degli eventi stagionali.[5]

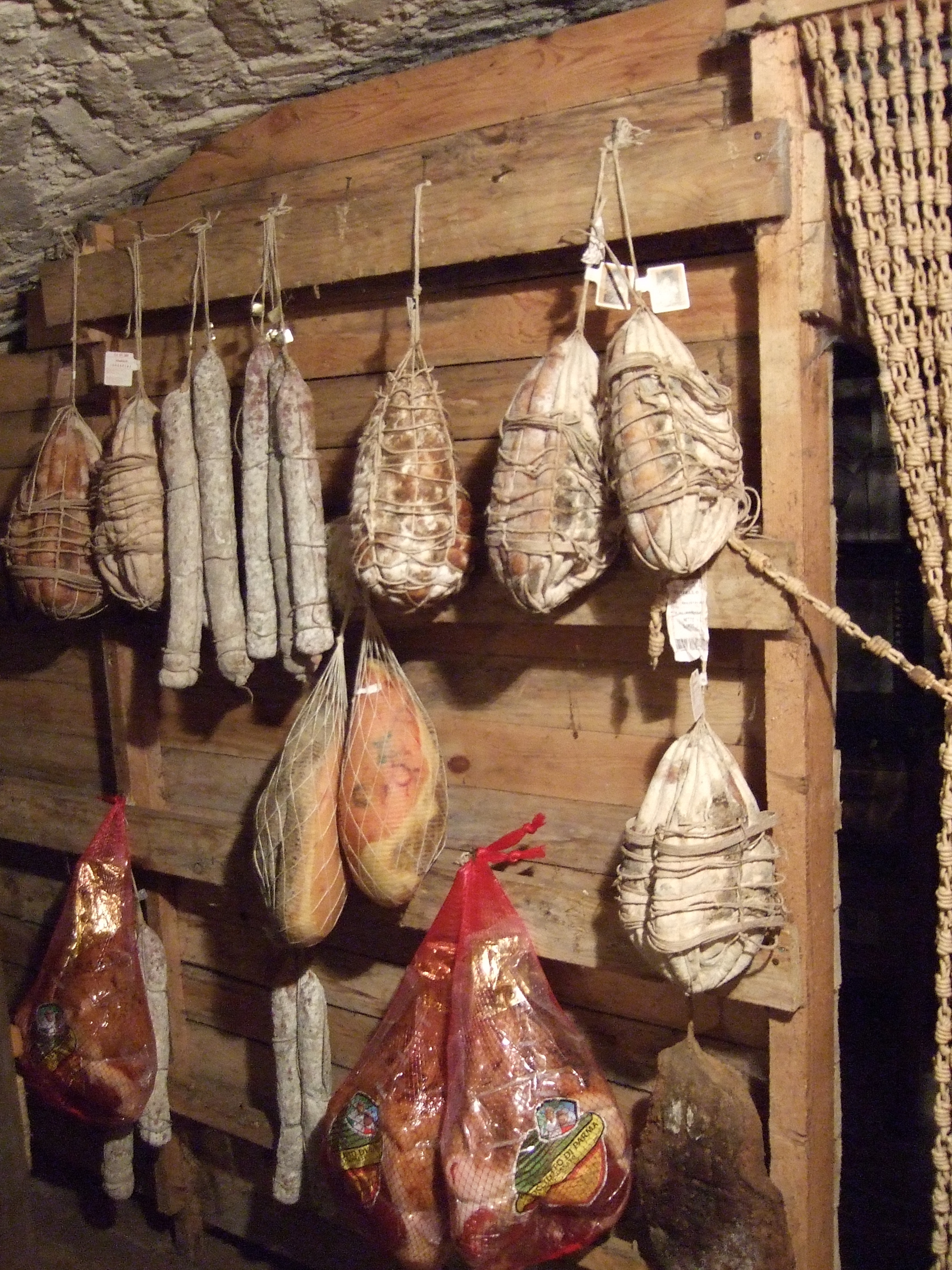
Prodotti della lavorazione della carne di maiale.

## Il "norcino" in Friuli
In Friuli l'attività del "norcino" era, ed è, così importante che nella lingua friulana il termine "norcino" viene tradotto in purcitâr che deriva dal nome purcit, maiale, ed esiste un verbo specifico che indica l'uccisione e la seguente lavorazione delle carni del suino, cioè purcitâ.